# 影子股
影子股，股市詞語，是指某上市公司的行業，跟另一間準備上市的公司行業相似，這間上市公司便稱為「影子股」。因為新股上市後多會被炒上，所以影子股亦率先被炒上。不過，由於影子股股價上升與該公司表現無直接關係，所以炒風完結後股價或會回落。